# Ichneumon cessatorops
Ichneumon cessatorops là một loài tò vò trong họ Ichneumonidae.